# The North American Sylva
The North American Sylva (abreviado N. Amer. Sylv.) es un libro con ilustraciones y descripciones botánicas que fue escrito por el botánico, pteridólogo, micólogo, y zoólogo inglés Thomas Nuttall. Fue editado en Filadelfia en tres volúmenes en 1842-1849 con el nombre de The North American Sylva; or, A description of the forest trees of the United States, Canada, and Nova Scotia, considered particularly with respect to their use in the arts, and their introduction into commerce; to which is added a description of the most useful of the European trees... Tr. from the French of F. Andrew Michaux....
En el libro se describen árboles  de Estados Unidos, Canadá y Nueva Escocia no descritos por François André Michaux y  fue el primer libro en incluir todos los árboles de América del Norte.

## Publicación
Vols. 1-3 (issued as vols. 4-6 of a 6-volume series), 1842-1849;
- Volumen nª 1(1): 1-56. med 1842; 1(2): 57-136. Jul-Dec 1842;
- Volumen n.º 2: 1-123. 1846;
- Volumen nª 3: 1-148. 1849.